# Emerson da Conceição
Emerson da Conceição (ur. 23 lutego 1986 w São Paulo) – brazylijski piłkarz występujący na pozycji lewego obrońcy w Atlético Mineiro. Mierzy 185 cm wzrostu.

## Kariera klubowa
Przybył do niego z klubu Malutrom w 2006 roku. W sezonie 2008/2009 był podstawowym graczem zespołu. Później na boisku pojawiał się rzadziej. Ma za sobą 12 meczów w Lidze Europy w sezonie 2009/2010.
31 sierpnia 2013 roku podpisał kontrakt z pierwszoligowym Stade Rennais FC.
| Sezon   | Klub             | Kraj       | Rozgrywki   | Mecze | Bramki | Rozgrywki Europy   | Mecze | Bramki |
| ------- | ---------------- | ---------- | ----------- | ----- | ------ | ------------------ | ----- | ------ |
| 2006/07 | Lille OSC        | Francja    | Ligue 1     | 2     | 0      | -                  | -     | -      |
| 2007/08 | Lille OSC        | Francja    | Ligue 1     | 8     | 0      | -                  | -     | -      |
| 2008/09 | Lille OSC        | Francja    | Ligue 1     | 31    | 0      | -                  | -     | -      |
| 2009/10 | Lille OSC        | Francja    | Ligue 1     | 23    | 0      | Liga Europy UEFA   | 12    | 0      |
| 2010/11 | Lille OSC        | Francja    | Ligue 1     | 20    | 0      | Liga Europy UEFA   | 8     | 0      |
| 2011/12 | SL Benfica       | Portugalia | Liga Sagres | 24    | 0      | Liga Mistrzów UEFA | 13    | 0      |
| 2012/13 | Trabzonspor      | Turcja     | Süper Lig   | 17    | 2      | -                  | -     | -      |
| 2013/14 | Stade Rennais FC | Francja    | Ligue 1     | 11    | 0      | -                  | -     | -      |
| 2014    | Atlético Mineiro | Brazylia   | Série A     | 9     | 0      | -                  | -     | -      |

Stan na: 10 lipca 2014 r.